# Fichtenkreuzschnabel
Der Fichtenkreuzschnabel (Loxia curvirostra) ist eine Vogelart aus der Familie der Finken (Fringillidae). Die am häufigsten in Mitteleuropa anzutreffende Kreuzschnabelart ist von Westeuropa über Eurasien bis nach Ostasien sowie in Nord- und Mittelamerika verbreitet. Auch in Nordafrika und auf manchen Mittelmeerinseln ist sie zu finden. Das klassische Habitat stellen insbesondere während der Brutzeit Nadelwaldgebiete bis zur Baumgrenze in den Alpen dar. In Europa ist der Fichtenkreuzschnabel ein typischer Vertreter der Fichten- und Tannenwälder. Seine Nahrung setzt sich vor allem aus Samen der Fichten, aber auch von anderen Nadelbäumen zusammen.

## Beschreibung

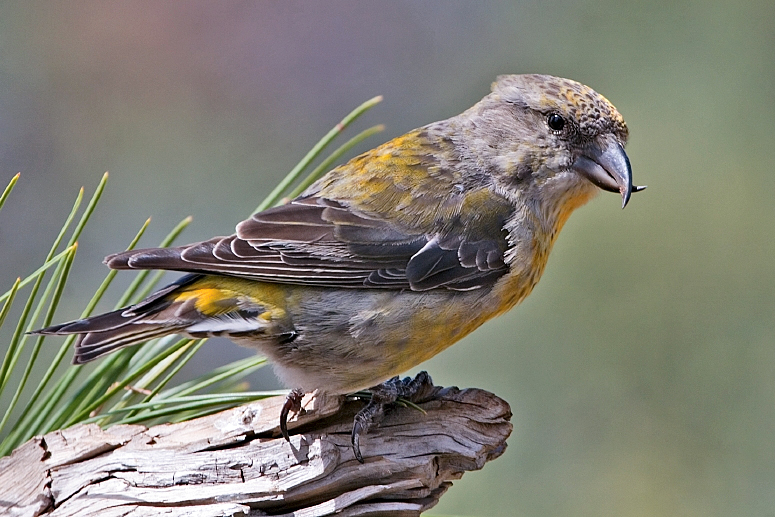
Fichtenkreuzschnabel (Loxia curvirostra), Weibchen

### Merkmale
Der Fichtenkreuzschnabel zeichnet sich durch eine gedrungene Gestalt aus und ist an seinem kräftigen, runden Kopf, an seinem dicken, gebogenen Schnabel und kurzem, tief gegabelten Schwanz leicht zu erkennen. Der Schnabel übertrifft in der Länge die Höhe des Schnabels an der Basis und weist bei den Unterarten Variationen auf. Fichtenkreuzschnäbel haben eine Körperlänge von 15 bis 17 Zentimeter. Das Körpergewicht liegt bei 34 bis 40 Gramm. Die Flügelspannweite beträgt 27 bis 30 Zentimeter.
Der Fichtenkreuzschnabel weist einen schwach ausgebildeten Geschlechtsdimorphismus auf. Adulte Männchen sind überwiegend rötlich bis ziegelrot gefärbt und weisen einen leuchtend roten Bürzel auf. Je nach Futterangebot kann das Gefieder des Männchens neben der roten auch eine gelbe oder orange Färbung annehmen. Die Flügel und der Schwanz sind dunkelbraun. Die Unterseite ist auch rot gezeichnet. Juvenile Männchen sind an der orangen bis gelblichgrünen Färbung zu erkennen, die mit der Zeit in einen rötlichgelben Farbton übergeht. Im Flug sind dunkle Flügel ohne Binden zu sehen und der Bürzel erscheint frisch rosafarben. Die in Relation zur Gestalt kleinen Augen sind dunkelbraun. Weibchen sind olivgrün gefärbt und weisen einen gelblichen Bürzel auf. An den Flanken sind kräftige bräunliche Längsstreifen zu sehen. Ober- und Unterschnabel sind miteinander gekreuzt.
Die Jungvögel weisen eine grünlichgraue bis bräunliche Färbung auf und zeigen an den Flanken kräftige, schwärzliche Streifen, dennoch können einige junge Männchen eine unterschiedliche Färbung des Gefieders aufweisen. Ober- und Unterschnabel sind miteinander gekreuzt. Die geschlüpften Nestlinge sind dicht mit grauen Daunen bedeckt. Der Rachen ist leuchtendrot und die Randwülste gelblich gefärbt. Der Schnabel ist bei Nestlingen noch nicht gekreuzt. Erst nach etwa 45 Tagen sind der Oberschnabel und der Unterschnabel übereinander gekreuzt, so dass sie selbständig mit dem Schnabel die Samen aus den Zapfen extrahieren.
Der Flug des Fichtenkreuzschnabels ist kräftig und geradlinig. Er wird durch plötzliche Rufe und Flattern in hohen Baumkronen eingeleitet. Zwischen den Gleitphasen werden schnelle Flügelschläge mit geschlossenen Flügeln ausgeführt.

### Stimme
Fichtenkreuzschnäbel äußern als Stimmfühlungsruf ein hartes „gip gip gip“, das auch wie „klip-klip-klip“ klingt. Häufig ertönt er während des Fluges. Daneben lässt er auch Rufe verlauten, die mehr auf „ö“ oder „ü“, „tjök“ oder „tjük“ klingen.
Der abwechslungsreiche Gesang enthält Elemente, die den Flugrufen ähneln, aber auch nasale Laute und harte Schnurrer wie „tret“. Zu allen Jahreszeiten sind auch knarrende und schabende Laute zu vernehmen. Manchmal werden Triller und Zwitscher nicht laut, sondern etwas zögernd vorgetragen. Gewisse Ähnlichkeiten zum Gesang des Grünfinks sind festzustellen.
Der Gesang wird oft gesellig in größeren oder kleineren Gruppen vorgetragen, die häufig gleichzeitig an Fichtenzapfen herumturnen.
Fichtenkreuzschnäbel in Rheinland-Pfalz (3 min 15 sek)ⓘ

### Ähnliche Arten
Der Fichtenkreuzschnabel ähnelt in Größe und Aussehen dem Kiefernkreuzschnabel, dem Schottischen Kreuzschnabel, dem Bindenkreuzschnabel und in entfernterer Weise dem Kernbeißer. Der Fichtenkreuzschnabel ist etwas kleiner und zeigt eine intensivere rötliche Färbung. Der Kiefernkreuzschnabel zeichnet sich durch einen größeren Kopf und dickeren Schnabel aus. Der kräftige Schnabel ist nicht nur an der Wurzel, sondern auch in der Spitze höher gebogen, was ihn kürzer erscheinen lässt. Kiefermuskeln und Kopf sind stärker als beim Kiefernkreuzschnabel. Die Lockrufe sind lauter und klingen tiefer wie „gob“, „zok“, „kop“ oder „göpp“. Die gleichen Unterscheidungsmerkmale treffen auf den Schottischen Kiefernkreuzschnabel zu. Der Bindenkreuzschnabel zeigt zwei auffällige Flügelbinden sowie Schirmfedern mit weißen Spitzen. Er ist kleiner als der Fichtenkreuzschnabel und sein Schnabel ist gestreckter. Seine Lockrufe sind weicher und weniger metallisch als beim Fichtenkreuzschnabel und klingen wie „giff“ oder „phiht“. Der Fichtenkreuzschnabel unterscheidet sich vom Kernbeißer vor allem durch das Fehlen eines hellen Bandes auf den Flügeln und dem Schwanz.

## Verbreitung und Lebensraum

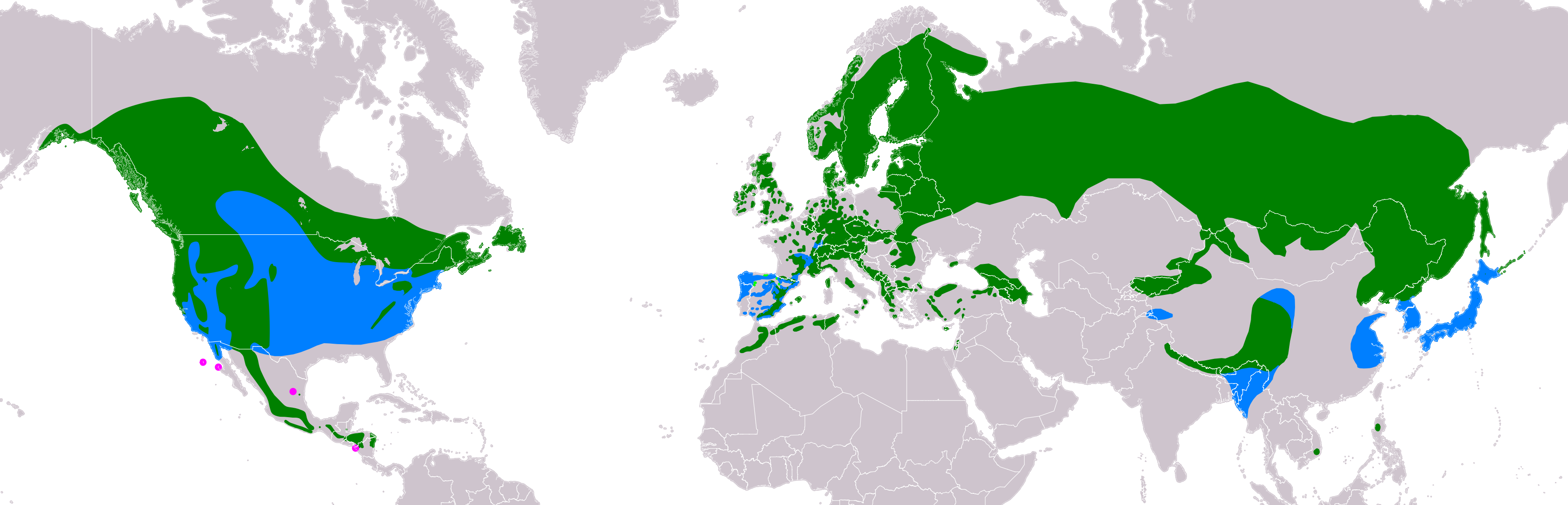
Verbreitung des Fichtenkreuzschnabels:
Brutgebiete
Ganzjähriges Vorkommen
Überwinterungsgebiete
Streifzüge (Saisonalität unsicher)

Der Fichtenkreuzschnabel ist von Westeuropa (Portugal, Spanien, Frankreich und Großbritannien) über Eurasien bis nach Ostasien sowie in Nord- und Mittelamerika verbreitet. Auch in Nordafrika und auf manchen Mittelmeerinseln ist er zu finden. Manche Teile des Brutgebiets auf der Nordhalbkugel werden nur gelegentlich aufgesucht (Invasionen).
Das klassische Habitat stellen insbesondere während der Brutzeit Nadelwaldgebiete bis zur Baumgrenze in den Alpen dar. In Europa ist er ein typischer Vertreter der Fichten- und Tannenwälder. Obwohl er insbesondere im südlichen Verbreitungsgebiet Gebirgslandschaften bevorzugt, lebt er vereinzelt auch in Fichtenwäldern im Flachland. Weiterhin ist der Fichtenkreuzschnabel auch in Mischwäldern, in Parkanlagen und in großen Gärten mit vereinzelt stehenden Nadelbäumen anzutreffen.

## Wanderungen
Das Auftreten des Fichtenkreuzschnabels ist oft unregelmäßig und etwas unbeständig. Selbst in Gebieten, in denen er regelmäßig lebt, sind starke Bestandsschwankungen zu verzeichnen. Meist laufen diese mit dem Angebot an Fichtensamen parallel, da einzelne Jahre besonders hoher Samenproduktion (Mastjahre) meist zwischen jeweils mehreren Jahren geringeren Angebots liegen (Mangeljahre). Dabei fallen jedoch häufig in verschiedenen Gebieten die guten Samenjahre nicht zusammen, so dass zum Teil die Brutplätze beziehungsweise Aufenthaltsgebiete je nach Angebot in unterschiedlichen Gebieten entweder Ab- oder Zuwanderungen auslösen.
Zudem treten über große Gebiete hinweg starke Invasionen auf, die Fichtenkreuzschnäbel in nicht regulär aufgesuchte oder höchstens in größeren Abständen aufgesuchte Gegenden ziehen lassen. Die Invasionen fallen zwar häufig, aber nicht immer exakt mit den Mangeljahren zusammen. Die Wanderungen setzen im Gegenteil oft schon ein, bevor der Umfang der neuen Ernte ersichtlich ist. Dahinter wird vermutet, dass eine hohe Bestandsdichte Abwanderungen stimulieren oder gar auslösen kann, um der Überbevölkerung der Gebiete vorzubeugen. Hinzu kommt, dass frühestens im zweiten Jahr nach der Invasion einige Exemplare in ihre angestammten Brutgebiete zurückkehren.
In Jahren guter Zapfenmast fliegen verstärkt nordische und östliche Populationen in großer Zahl in Mitteleuropa ein. Bei Nahrungsmangel wandern Gruppen häufig entlang bekannter Zugwege in dieselben Gebiete. Der Zug bewegt sich überwiegend in südwestliche Richtung, so dass er Spanien oder sogar Nordafrika erreichen kann. Eine Ausnahme bilden die skandinavischen Populationen, die nach England ziehen. Die Einfälle nordischer Fichtenkreuzschnäbel finden meist von Juni bis August statt, in der Regel lassen sich jedoch konstant von April bis Dezember Vögel auf der Wanderung beobachten. Viele der umherstreifenden Vögel stammen dabei nicht aus den nordischen Brutgebieten, sondern sind einheimische Populationen, die sich günstigere Bedingungen suchen.

## Nahrung und Nahrungserwerb

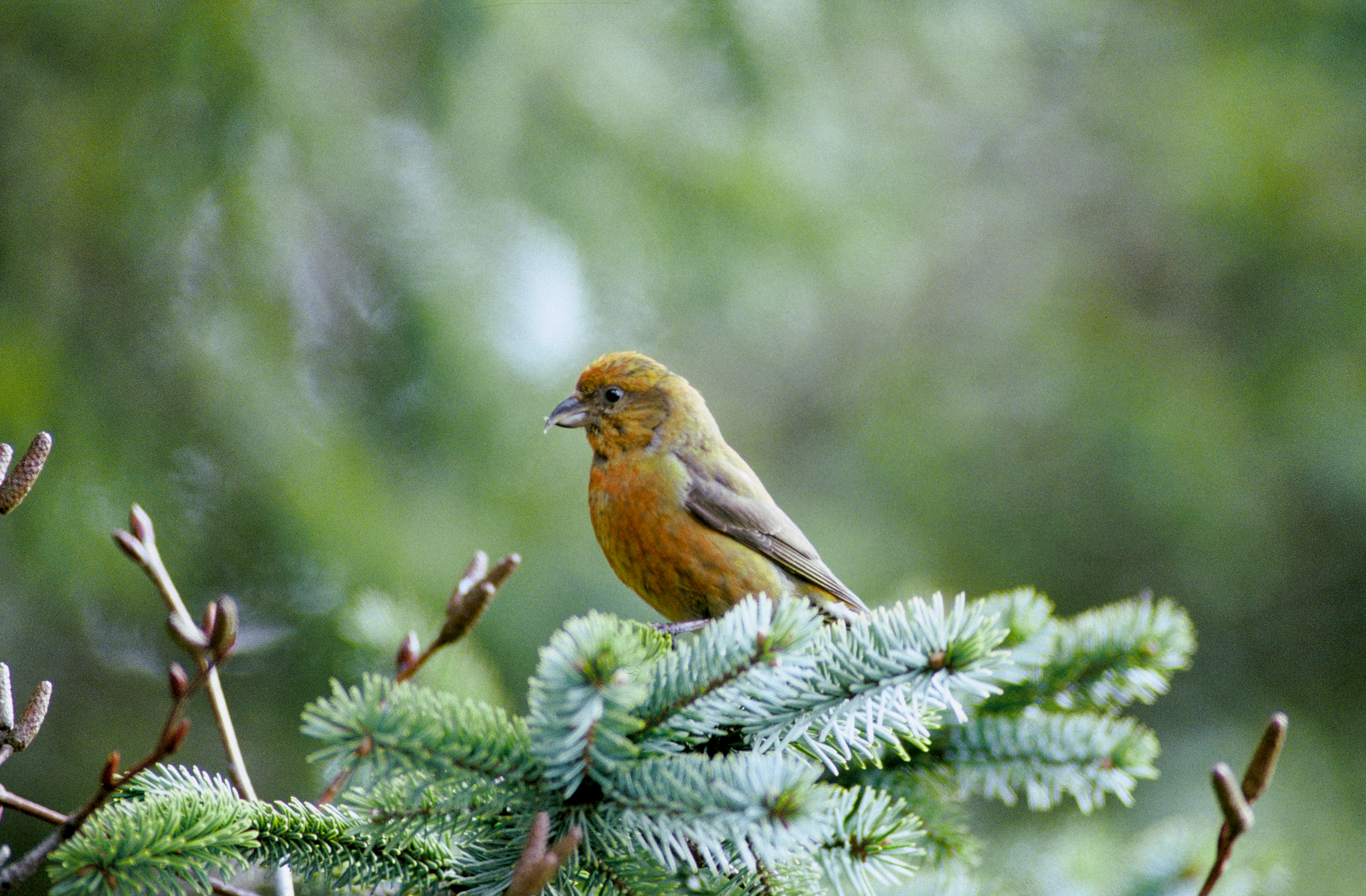
Aufmerksames Männchen auf Nahrungssuche

Die Nahrung setzt sich vor allem aus Samen der Fichten, aber auch von anderen Nadelbäumen zusammen. Darunter fallen insbesondere Samen der Tanne, Föhre und Lärche, aber auch von Laubbäumen wie der Birke. Zudem frisst der Fichtenkreuzschnabel auch Blatt- und Blütenknospen, Nadeln, Früchte und Beeren. Während des Sommerhalbjahres wird Nahrung durch kleine Insekten wie Blattläuse (Aphidoidea), Schmetterlingsraupen und durch Spinnentiere (Arachnida) ergänzt. Bei der Insektenjagd öffnet der Fichtenkreuzschnabel selbst die Gallen an Nadel- und Laubbäumen.
Der Fichtenkreuzschnabel verhält sich bei der Nahrungsaufnahme ganz still. Dabei turnt er, den Schnabel als drittes Greiforgan einsetzend, im Geäst herum. An größeren Zapfen hält er sich fest, kleinere reißt er ab, um sie mit den Zehen festzuhalten. Mit gekreuzten Schnabelspitzen werden die Schuppen abgespreizt, um an den Samen zu gelangen. Abhängig davon, ob die Spitze des Unterkiefers nach links oder rechts gebogen ist, muss der Kreuzschnabel seinen Kopf in eine bestimmte Lage zum Zapfen bringen, so dass sich durch diese ständigen einseitigen Bewegungen die Kiefer- und Halsmuskeln ungleich entwickeln. Fest geschlossene, unreife Zapfen werden äußerst selten geöffnet. Die Aufnahme ölhaltiger Samen führt zu einem erhöhten Trinkbedürfnis. Zur Befriedigung desselben werden im Winter Blätter und Äste vom Reif befreit oder Schnee aufgenommen. Zur Deckung des Mineralbedarfs nimmt der Fichtenkreuzschnabel uringetränkte Erde oder Schnee auf.
Als Nestlingsnahrung werden Insekten und Nadelbaumsamen verwendet. Berechnungen zufolge verbraucht eine Brut bis zum Ausfliegen rund 85.000 Samen.

## Brutbiologie
Der Fichtenkreuzschnabel wird in der dem Schlüpfen folgenden Brutperiode geschlechtsreif. In der Regel wird eine monogame Brutehe geführt, in Einzelfällen ist jedoch Bigynie, also die Verpaarung eines Männchens mit zwei Weibchen, nachgewiesen worden. Die Dauer und Lage der Brutzeit ist von Jahr zu Jahr verschieden und hängt vom Witterungsablauf und vom Nahrungsspektrum ab. Die Brutzeit mitteleuropäischer Vögel erstreckt sich von Dezember bis Mai. In günstigen Jahren kann es zwei Jahresbruten geben.
Der Fichtenkreuzschnabel bevorzugt Brutbiotope, in denen es ein ausreichend großes Nahrungsangebot gibt. Die Gruppen beginnen gemeinsam und fast gleichzeitig mit zwei bis fünf Paaren zu brüten, so dass nur ein Mindestmaß an Territorialverhalten gezeigt wird, indem ein kleiner Bereich um das Nest behauptet wird. Später helfen die Jungvögel der ersten Brut den Altvögeln bei der Fütterung der Nestlinge aus der zweiten Brut.

### Balz und Paarbildung
Zu Beginn und während der Dauer der Brutzeit führt das Männchen Balzflüge aus und trägt seinen heftigen Gesang vor. Bei der Balz sträubt es sein Gefieder, so dass es einer Kugel ähnelt. Wenn ein Weibchen antwortet, setzt es sein Singen intensiviert fort und kann eine Feder oder einen Halm in den Schnabel nehmen. Nachdem beide das gemeinsame Singen mehrmals wiederholt haben, setzt sich das Weibchen geduckt hin, um sich vom Männchen begatten zu lassen. Die Kopulationen werden oft wiederholt und finden sowohl auf dem Nest, in Nestnähe oder weiter entfernt statt. Zudem lässt sich das Weibchen häufig mit hängenden und zitternden Flügeln vom Männchen füttern (Zärtlichkeitsfüttern).

### Nistplatzwahl und Nestbau
Der relativ hoch gelegene Nistplatz wird durch das Weibchen festgelegt. Er liegt meist in Nadelbäumen auf einem horizontalen Zweig unter dichtem Zweiggestrüpp zwischen 4 und 30 Meter Höhe. Das Nest wird allein vom Weibchen gefertigt, wobei es vom Männchen bei der Materialsuche begleitet wird.
Das Nest wird in den Bäumen so angelegt, dass es eine gute Deckung gegen Sicht und Schnee durch überhängende Äste bietet. Das kleine Nest wird aus Zweigen, Gräsern, Rindenspänen und Moosen errichtet. Das Innere ist mit Gräsern, Flechten, Federn und Haaren ausgepolstert. Je nach Witterung wird es dünner oder dicker mit Bast, Haaren und Federn ausgepolstert. Dabei wird das Winternest dichter und fester gebaut als das Sommernest. Die Materialien und die Konstruktion der Nester sind der Saison und dem Klima angepasst.

### Eiablage und Brutpflege

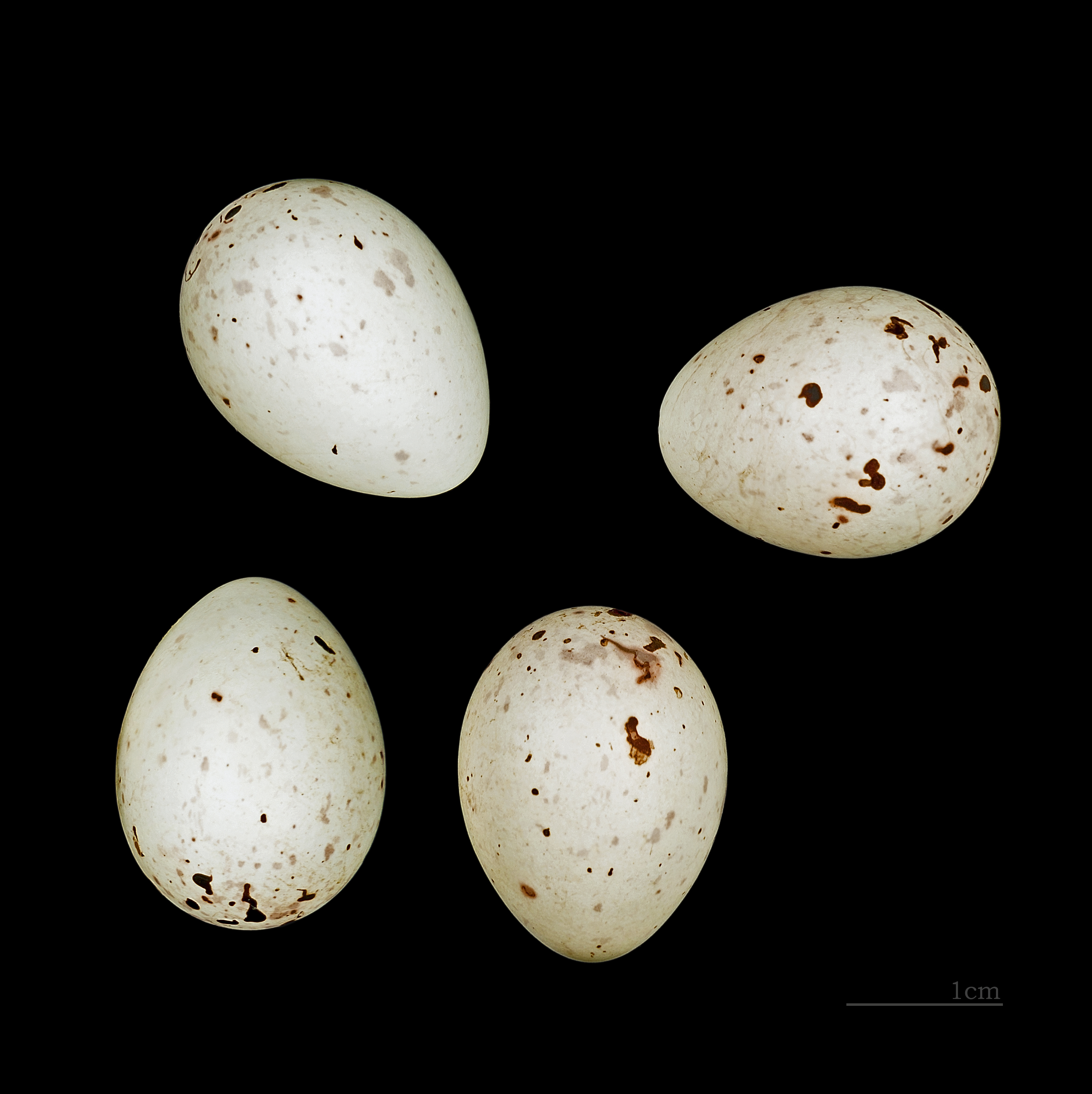
Loxia curvirostra

Die Eiablage erfolgt täglich. Die Gelegegröße liegt bei zwei bis vier Eiern, selten bei fünf Eiern. Diese weisen eine grünliche oder bläulichweiße Grundfarbe mit braunen oder purpurfarbenen Flecken. Jene sind oft sparsam gesprenkelt und besonders am stumpfen Pol zu finden. Bei kalter Witterung wird das erste Ei sogleich bedeckt und bebrütet, selbst wenn Temperaturen von minus 35 Grad Celsius vorliegen.
Das Weibchen brütet 14 bis 16 Tage allein, wird aber vom Männchen durch Regurgitation (Wiederhochkommen von Nahrung) versorgt und verlässt das Nest nur zum Koten.

### Entwicklung der Jungvögel

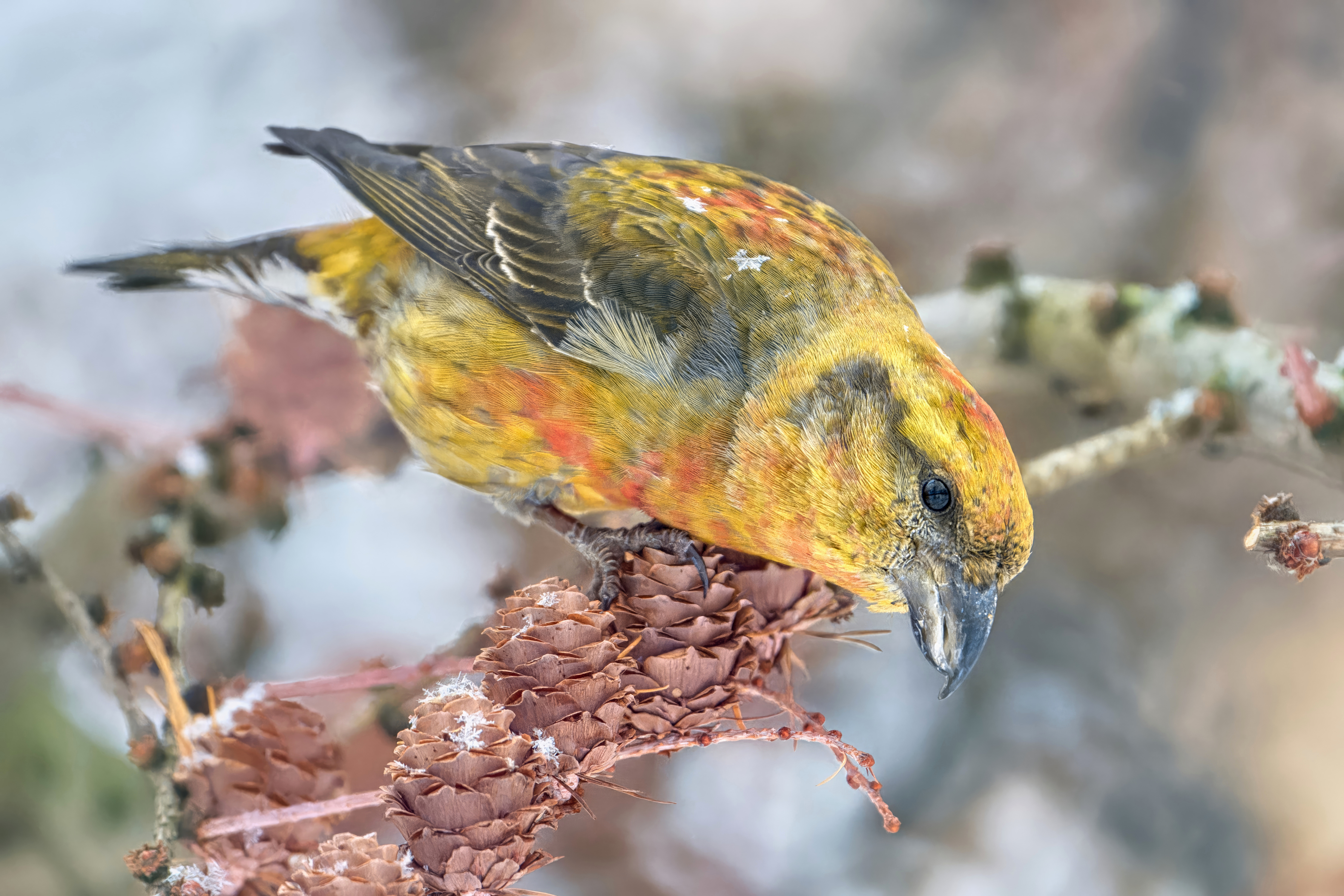
Juveniler, männlicher Fichtenkreuzschnabel im Farbwechsel

Nach dem asynchronen Schlüpfen werden die Jungvögel 14 bis 16 Tage vom Weibchen gehudert. Während dieser Zeit werden sie auch vom Weibchen mit Insekten gefüttert, welches die Nahrung vom Männchen aus dem Kropf empfängt. Nach 16 Tagen übernehmen beide Altvögel gemeinsam die Fütterung am Nest. Selbst bei hohen Minusgraden können die Jungvögel dann längere Zeit allein sein, weil die Altvögel Futter suchen. Als Folge davon werden sie oft im verklammten Zustand (Torpidität) von den Altvögeln aufgefunden, sind aber nach ein paar Minuten Hudern wieder aktiv. Nach dem Aufbrechen der Kiele wird nur noch selten gehudert und auch das Nest nicht mehr rein gehalten, so dass die Jungvögel den Kot auf den Nestrand absetzen. Aufgrund der Abhängigkeit von Tageslänge und Fütterungshäufigkeit kann die Nestlingszeit 16 bis 25 Tage betragen. Nach dem Ausfliegen füttern beide Eltern die Jungen noch ungefähr acht Tage gemeinsam, bis sie schließlich allein vom Männchen versorgt werden, weil das Weibchen sich um die zweite Brut kümmert. Nach fünf bis acht Wochen sind die Jungen selbständig.
Der Fichtenkreuzschnabel kann unter günstigen Umständen in der Natur ein Alter von etwa zwei bis fünf Jahren erreichen. In Gefangenschaft kann er jedoch bis zu 15 Jahre alt werden.

## Verhalten
Der Fichtenkreuzschnabel ist tagaktiv und nur wenig territorial. So verteidigt er zwar den Nestbereich, jedoch kein Revier. Zu allen Jahreszeiten verhält er sich sehr unauffällig, da er in hohen Nadelbäumen Schutz sucht.
Zu allen Jahreszeiten mit Ausnahme der Mauser findet das Verhalten der Paarbildung und Balz statt. Während der Brutzeit halten sich Paare und Familien in kleinen Gruppen auf. Den restlichen Teil des Jahres schließen sich Fichtenkreuzschnäbel zu kleineren oder größeren Gruppen zusammen, die sich bei schwindendem Nahrungsangebot wieder auflösen und in anderen Gebieten zu neuen Gruppen vereinen. Meistens entspricht der Anteil der Männchen dem der Weibchen. Es kommt häufig vor, dass sich der Fichtenkreuzschnabel in Schwärmen mit den drei anderen Kreuzschnabelarten vermischt.

## Bestand und Bestandsentwicklung
Das große weltweite Verbreitungsgebiet des Fichtenkreuzschnabels wird von der IUCN auf 24.400.000 km² geschätzt. Der große weltweite Bestand umfasst etwa 30.000.000 bis 100.000.000 Individuen. Da die Population sehr groß ist und ein stabiler Trend vorliegt, wird die Art als nicht gefährdet (LC) eingestuft.
Die europäische Brutpopulation macht weniger als ein Viertel der weltweiten Verbreitung aus. Sie ist mit mehr als 5.800.000 Paaren sehr groß und war zwischen 1970 und 1990 stabil. Obwohl es zwischen 1990 und 2000 Fluktuationen gab, blieb die entscheidende Mehrheit der nationalen Populationen, einschließlich der Schlüsselpopulationen in Russland und Fennoskandinavien, weitestgehend stabil. Da die Population im Ganzen stabil ist, wird der Fichtenkreuzschnabel konsequenterweise als sicher (Secure) eingestuft.

## Systematik

### Externe Systematik
Die Phylogenetik stimmt auf Grundlage der Information aus Daten, die sowohl aus Untersuchungen der Proteine als auch der Morphologie gewonnener Daten darin überein, dass die Stieglitzartigen in eine ältere Gruppe, bestehend aus Coccothraustes, Pinicola, Leucosticte und Carpodacus, und einen jüngeren Stamm, bestehend aus Loxia und Carduelis, unterteilt werden müssen. Allelomorphe und mitochondriale Untersuchungen der Gene ergaben, dass Fichtenkreuzschnabel und Fichtenzeisig so nah miteinander verwandt sind, dass 1984 ein Hybrid zwischen beiden Arten entdeckt und nachgewiesen werden konnte.

### Interne Systematik
Von ITIS werden 18 Unterarten anerkannt:
- Loxia curvirostra curvirostra Linnaeus, 1758 ist die Nominatform.
- Loxia c. altaiensis Sushkin, 1925
- Loxia c. balearica Homeyer, 1862
- Loxia c. bendirei Ridgway, 1884
- Loxia c. corsicana Tschusi, 1912
- Loxia c. grinnelli Griscom, 1937
- Loxia c. guillemardi Madarász, 1903
- Loxia c. himalayensis Blyth, 1845
- Loxia c. japonica Ridgway, 1884
- Loxia c. luzoniensis Ogilvie-Grant, 1894
- Loxia c. meridionalis Robinson & Kloss, 1919
- Loxia c. mesamericana Griscom, 1937
- Loxia c. minor Brehm, CL, 1846
- Loxia c. poliogyna Whitaker, 1898
- Loxia c. pusilla Gloger, 1834
- Loxia c. reai Phillips, AR, 1981
- Loxia c. stricklandi Ridgway, 1885
- Loxia c. vividior Phillips, AR, 1981

Avibase geht für Loxia curvirosta von 21 Unterarten aus. Zu den bereits erwähnten Unterarten werden hier die folgenden zusätzlichen drei Unterarten gelistet:
- Loxia curvirostra benti Griscom, 1937
- Loxia curvirostra sitkensis Grinnell, 1909
- Loxia curvirostra tianschanica Laubmann, 1927

Loxia curvirostra sensu-lato wird jedoch in zwei Arten geteilt, nämlich Loxia curvirostra mit den oben erwähnten 21 Unterarten und Loxia sinesciuris.
Seit August 2006 wird Loxia (c.) scotia nicht mehr als Unterart gesehen, sondern wurde als eigenständige Art mit spezifischen Merkmalen anerkannt. Die Art ist in ihrer Verbreitung auf die schottischen Vorkommen des Kaledonischen Waldes, einer Form des borealen Nadelwalds, beschränkt.

## Fichtenkreuzschnabel und Mensch

### Benennung
Carl von Linné gab dem Vogel den lateinischen Namen Loxia curvirostra. Kreuzschnäbel sind auch unter vielen anderen Namen bekannt. „Christvogel“ wird er genannt, weil er oft an Weihnachten zu sehen ist und in einer christlichen Legende eine wichtige Rolle spielt. Als „Gichtvogel“ werden ihm Heilkräfte zugeschrieben. Im Volksmund ist er aufgrund seiner Wanderfreudigkeit auch als „Zigeunervogel“ bekannt. Schon bei Sachs und Gessner wurden Kreuzschnäbel als „Krumbschnabel“ beziehungsweise „Chrüzschnabl“ bezeichnet. Andere Bezeichnungen im Volksmund leiten sich von der engen Bindung an Nadelhölzer ab: Föhrenkreuzschnabel oder auch Föhrenpapagei.

### Mythologie und Kult
Der Kreuzschnabel war der Nationalvogel des bäuerlichen Tiroler Volks. Als einziger im Winter brütender Vogel wurde er dort in hohen Ehren gehalten. Daher wurden solche Exemplare, die in der Advents- und Weihnachtszeit schlüpfen und als Nestlinge ein rotes und kein graues Gefieder tragen, mit dem Namen „Weihnachtsvogel“ bedacht. Der Überlieferung der bäuerlichen Vogelgelehrten zufolge können diese Vögel von Geburt an nicht nur über ein oder zwei, sondern über drei Gesangsarten verfügen. Deshalb wurde dieser beliebte Wintervögel mit Vorliebe gefangen und als Zimmervogel gehalten.
Der Kreuzschnabel spielt auch in Christuslegenden eine Rolle, die J. N. Vogl, Plönnies, Rückert und Julius Mosen behandelt haben: als Jesus angst und bang unter den bittersten Schmerzen am Kreuze hing, flog ein mitleidiger Vogel herbei und zog mit all seiner schwachen Kraft an dem Nagel, der sein Handgelenk durchbohrt hielt. Das herabtropfende Blut strömte über die kleine Brust und sein Schnabel bog sich krumm vor Anstrengung. Zum Dank segnete Jesus den gutherzigen Vogel und verlieh ihm zum ewigen Zeichen seiner edlen Tat das blutrote Gefieder und die Kreuzesform des Schnabels.

„Und der Heiland spricht voll Milde: Sei gesegnet für und für,

Trag' dies Zeichen dieser Stunde ewig, Blut und Kreuzeszier.“

Seitdem wird der Krummschnabel als „Christvogel“ mit Segen in Verbindung gebracht. Das Haus, das ihn besitzt, gilt als geweiht und gefeit gegen jeden Zauber böser Leute und Hexen, und das Wasser, aus dem er trinkt, soll gegen die Gicht heilsam sein. Da ihm nachgesagt wurde, dass er alle Krankheiten seiner Zimmer- und Hausgenossen auf sich nehme, während er selbst für den Genesenen den Tod erleiden müsse, hielten die Menschen ihn vor allem in Kinderstuben. In Vorarlberg glaubten Verunglückte, welche der geistlichen Hilfe entbehren mussten, dass es ausreiche, wenn sie ihre Sünden diesem heiligen Vogel beichten.
Auch in der Antike war der Kreuzschnabel vermutlich ein heiliges Tier, wenn sich auch nur wenige Spuren davon erhalten haben. Das Volk hat ihn als Schutzmittel gegen den Blitz verehrt, so dass er wie das Rotkehlchen einst dem rotbärtigen Gewittergott Donar heilig gewesen sei. Als Indiz dafür kann neben der roten Farbe seines Gefieders insbesondere die eigentümliche Formation seines Schnabels, der an den Hammer Donars erinnert, gelten.
Anlass zu manchem Aberglauben war dadurch gegeben, dass tote Kreuzschnäbel sich wegen ihres hohen Harzgehalts kaum oder erst nach langer Zeit zersetzen. In verschiedenen gebirgigen Gegenden Deutschlands galt früher folgender Aberglaube:
„Zeigt der Unterschnabel nach links, so gibst nur schlecht’s, zeigt er dagegen nach rechts, das Glück es bringt’s.“

### Haltung als Volierenvogel
Der Fichtenkreuzschnabel wurde auf Grund seiner Besonderheit auch von frühen Ornithologen wie Sachs und Gessner als Käfigvogel gehalten. Die Haltung erfolgte in einem engen Vogelbauer. Manchmal durfte er freifliegen. Bis heute wird er als Volierenvogel gehalten. Wildfänge sind nach dem § 20d des Bundesnaturschutzgesetzes jedoch illegal.